# Mercato galleggiante di Damnoen Saduak

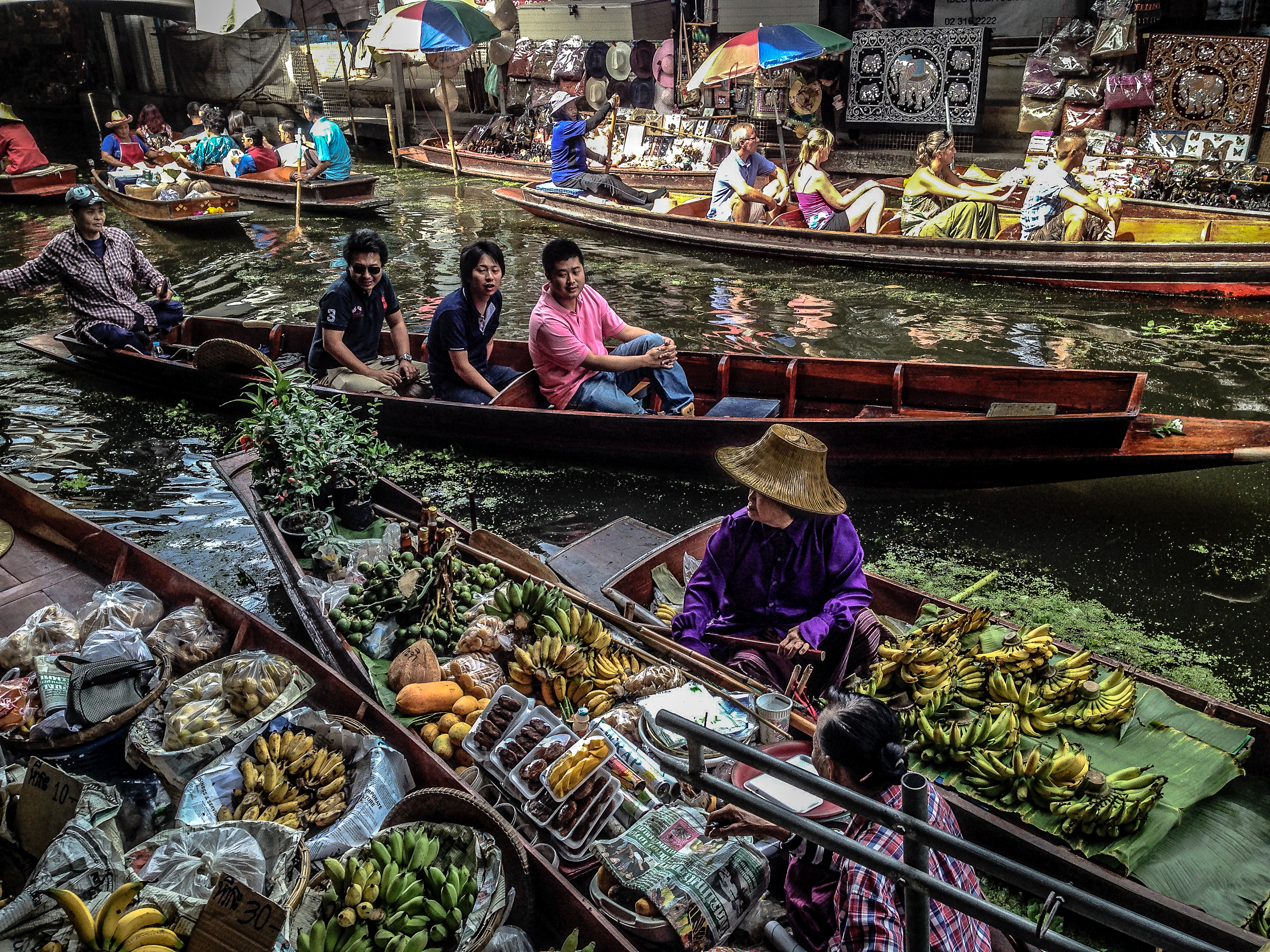
Mercato galleggiante di Damnoen Saduak

Il mercato galleggiante di Damnoen Saduak (in thai: ตลาดน้ำดำเนินสะดวก, RTGS: talat nam Damnoen Saduak; in inglese: Damnoen Saduak Floating Market) è situato nel distretto di Damnoen Saduak in provincia di Ratchaburi, circa 95 km a sud-ovest di Bangkok, nella Thailandia Centrale. È una famosa attrazione turistica della zona, il mercato galleggiante più importante del Paese ed è frequentato sia da turisti locali che stranieri.

## Storia
Nel 1866 re Rama IV diede l'ordine di costruire un canale che connettesse i fiumi Mae Klong e Tha Chin. Il canale lungo 32 km fu inaugurato nel 1868 e chiamato Khlong (canale) Damnoen Saduak. Si vennero quindi a creare molti mercati galleggianti lungo il suo corso e nei nuovi canali secondari scavati dalla popolazione.  Il principale mercato fu inaugurato nei primi anni del XX secolo e chiamato Lad Plee(in thai:ลัดพลี); nelle immediate vicinanze fu costruito un tempio che rimase attivo fino al 1967, quando lo sviluppo della rete stradale circostante rese meno necessario il trasporto via acqua, come avvenne anche per altri mercati galleggianti thailandesi nel ventesimo secolo. 
L'Organizzazione del turismo thailandese (Tourism Authority of Thailand (TAT)) trasformò il mercato di Lad Plee in un'attrazione turistica con venditori sia nelle barche che nei negozi sulle rive dei canali. Nel 1981 venne costruito un nuovo collegamento al canale di Ton Khem, e nuovi negozianti crearono il moderno mercato lungo questo nuovo canale.

## Descrizione

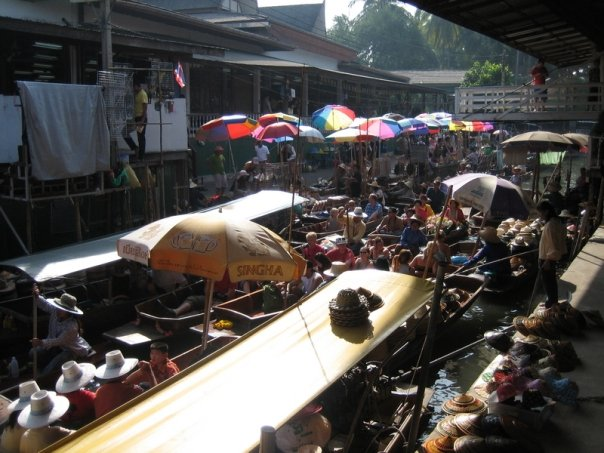

Il mercato galleggiante di Damnoen Saduak consiste in un'impressionante successione di stretti e tortuosi khlong (canali) navigabili. Le venditrici normalmente vestono nei costumi tradizionali thai, con la camicia blu mo hom e il cappello di paglia ngob per proteggersi dai raggi del sole. Girano per i canali su piccole barche di legno chiamate sampan per vendere i loro prodotti che provengono direttamente dalle fattorie limitrofe. Il momento di maggior attività per il mercato è dalle 7 alle 9 di mattina, ma la vendita continua durante tutta la giornata.
Il mercato di Damnoek Saduak comprende i mercati galleggianti di Ton Khem, Hia Kui e Khum Phitak. Ton Khem è il più grande e si trova sul khlong Damnoen Saduak. Hia Kui è parallelo al Damnoen Saduak e ha grandi negozi per le comitive di turisti. Khun Phitak è a circa 2 km a sud di Hia Khui ed è il più piccolo e meno affollato.
Come spesso succede in Thailandia, conviene contrattare il primo prezzo richiesto dal venditore, che è normalmente molto superiore al prezzo effettivo. La valuta utilizzata è il locale baht thailandese. Vi sono diverse barche che preparano al momento piatti da consumare in barca o da asporto, tra i quali tagliolini in brodo o asciutti come il pad thai. Essendo un'importante attrazione turistica, il mercato galleggiante è criticato perché nel corso degli anni è venuta a mancare l'atmosfera della tradizione culturale thai ed è diventato uno "spaccio di souvenir per i turisti".
Per visitare il mercato, di solito i turisti condividono una barca a pagamento e spesso chiedono al conducente di essere accompagnati anche nei canali residenziali limitrofi, dove si possono visitare piccole imprese familiari di agricoltori o artigiani. Per raggiungere Damnoen Saduak da Bangkok vi sono autobus che partono dal terminal per il sud Sai Tai Mai di Thonburi e che impiegano circa due ore per arrivare a destinazione.

## Il mercato galleggiante di Damnoen Saduak nella cultura di massa
Il mercato appare in molti film tra cui The Man with the Golden Gun con Roger Moore che interpreta James Bond, una cui scena di inseguimento fu girata su barche nei canali, e il film del 2008 Bangkok Dangerous con Nicolas Cage come attore principale. Spesso le barche del mercato sono piene di frutta e verdura, risultano quindi molto colorate e fotogeniche, tanto da essere usate per le pubblicità.